# Antonio de Cabezón
Antonio de Cabezón (Castrillo Matajudíos, 1510 - Madrid, 26 de março de 1566) foi um organista espanhol e compositor do período da Renascença.
Considerado um dos maiores maestros para música de teclado do século XVI, sua música tem por influência a tradicional música instrumental espanhola e a escola de Josquin des Prez. Ele foi um dos primeiros compositores a utilizar a técnica composicional de Tema e Variação.

## Biografia
Cego desde a infância, Antonio iniciou seus estudos no órgão na cidade de Palência, onde seu tio era vigário-geral da diocese local. Em 1526, tornou-se organista e clavicordista da capela real da imperatriz Isabel Em 1548, tornou-se músico de câmara de Carlos V, e de seu sucessor, Felipe II, trabalho no qual permaneceu até o fim de sua vida.
Enquanto músico da côrte, Antonio teve acesso aos mais diversificados instrumentos de sua época e se apresentou nos mais diversos lugares, tocando em recepções e festas de caráter secular até solenes cerimônias religiosas.
Além de músico, Antonio de Cabezón também dava aulas de música para Filipe II e às infantes, Dona Maria e Dona Juana, além de lecionar para seus próprios filhos e para pobres que não tinham condições de pagar por aulas.
Trabalhando para a côrte, Antonio viajou por diversos países da Europa, o que fez com que tivesse contato com renomados músicos de sua época, como Luis de Narváez, Thomas Tallis, William Byrd e Tomás de Santa María. Além de conhecer outros compositores, Antonio passou a ser conhecido internacionalmente e, consequentemente, a influenciar outros compositores, como os virginalistas ingleses e organistas como Giovanni Maria Trabaci e Jan Pieterszoon Sweelinck.
Antonio de Cabezón morreu em 26 de março de 1566, em Madrid, e sua morte foi lamentada por toda a côrte. Em seu epitáfio, está escrito, em latim; "O primeiro organista de seu tempo, cuja fama enche o mundo".

## Obras
Sua obra constitui-se de 29 tientos (um tipo de Ricercar), diferencias e variações de temas seculares, cantochão, harmonizações em tons salmódicos, peças litúrgicas, danças, magnificats, glosas, algumas peças vocais e composições polifônicas baseada em obras de outros compositores, como suas variações sobre a obra de Guárdame las vacas, de Luis de Narváez.
As principais publicações sobre sua obra são Libro de cifra nueva (1557), de Luys Venegas de Henestrosa, e Obras de música . . . de Antonio de Cabezón (1578), publicado por seu filho Hernando.

## Media
Canto del Caballero, interpretação de Robert Schröter 
Duuiensela, interpretação de Joan Benson 